# Tennessee Valley Authority

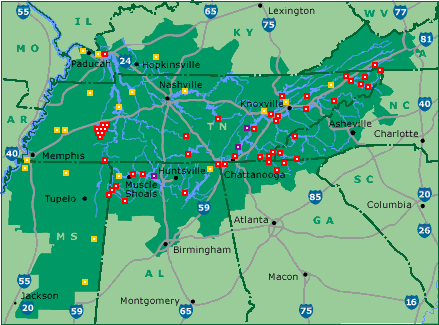
Locaties van de TVA in 2005
dam
kerncentrale
fossiele brandstofcentrale

De Tennessee Valley Authority (TVA) is een programma en overheidsinstantie die opgericht is als onderdeel van de New Deal om elektriciteit op te wekken en overstromingen tegen te gaan in zeven staten van de Verenigde Staten rond de rivier de Tennessee. De wet die de TVA oprichtte, werd op 18 mei 1933 getekend door Amerikaans president Franklin D. Roosevelt. 
De TVA is nog steeds een staatsbedrijf dat commerciële nutsbedrijven beconcurreert. Om deze reden bestaat er in het land enige controverse rond het bedrijf, want staatseigendom van productiemiddelen is voor veel Amerikanen een socialistisch concept. Maar enige controverse heeft vanaf het prilste begin al bij de TVA gehoord.

## Activiteiten
De meest belangrijke activiteit van TVA is de opwekking van elektriciteit. Aanvankelijk lag hierbij de nadruk op waterkracht, maar daar zijn centrales met brandstoffen als steenkool, aardgas en kernenergie bijgekomen. De meeste stroom wordt afgenomen door afnemers in de staat Tennessee, maar ook in de omliggende staten wordt elektriciteit verkocht. In 2015 behaalde het bedrijf een omzet van $ 11 miljard, waarvan zo’n 65% in Tennessee.
Op 30 september 2015 had TVA de beschikking over 29 waterkrachtcentrales, een pompcentrale, negen centrale die steenkool als brandstof gebruiken, drie kerncentrales en 15 centrales op aardgas en olie. TVA heeft ook kleinere groene energiecentrales op basis van zonne-energie, wind en biomassa. In 2015 werd een derde van de elektriciteit opgewekt in steenkolencentrales, een derde in kerncentrales en zo’n 10 procent kwam van de waterkrachtcentrales. De Wilsondam was de eerste waterkrachtcentrale in handen van de TVA.
De drie kerncentrales zijn Sequoyah, Browns Ferry en Watts Bar. In totaal zijn er zes units in gebruik en een in aanbouw bij Watts Bar. Alle units hebben een vermogen van ongeveer 1200 megawatt.
Naast de waterkrachtcentrales liggen in het werkgebied van TVA nog meer dammen in rivieren die vooral de waterstand reguleren. Het stroomgebied van de Tennessee is een van de natste gebieden in het land. Hier valt jaarlijks zo’n 1500mm neerslag, en dat is ruim twee maal meer dan het gemiddelde in Nederland. Overstromingen kwamen voor de oprichting van de TVA veel voor en ondanks de vele dammen die sindsdien zijn gebouwd was de laatste grote overstroming in 2010. In het werkgebied van de TVA wonen ongeveer negen miljoen mensen.
Van de oprichting tot 1959 vielen alle inkomsten en kosten onder de begroting van het land. Vanaf 1959 werd het bedrijf zelf financieel verantwoordelijk voor de energieopwekking en kreeg het geld van de overheid voor de ander taken als waterbeheersing en economische ontwikkeling. Vanaf 1999 geeft de overheid helemaal geen geld meer en moet TVA alle kosten dekken uit de verkoop van energie.

## Geschiedenis

### Oprichting

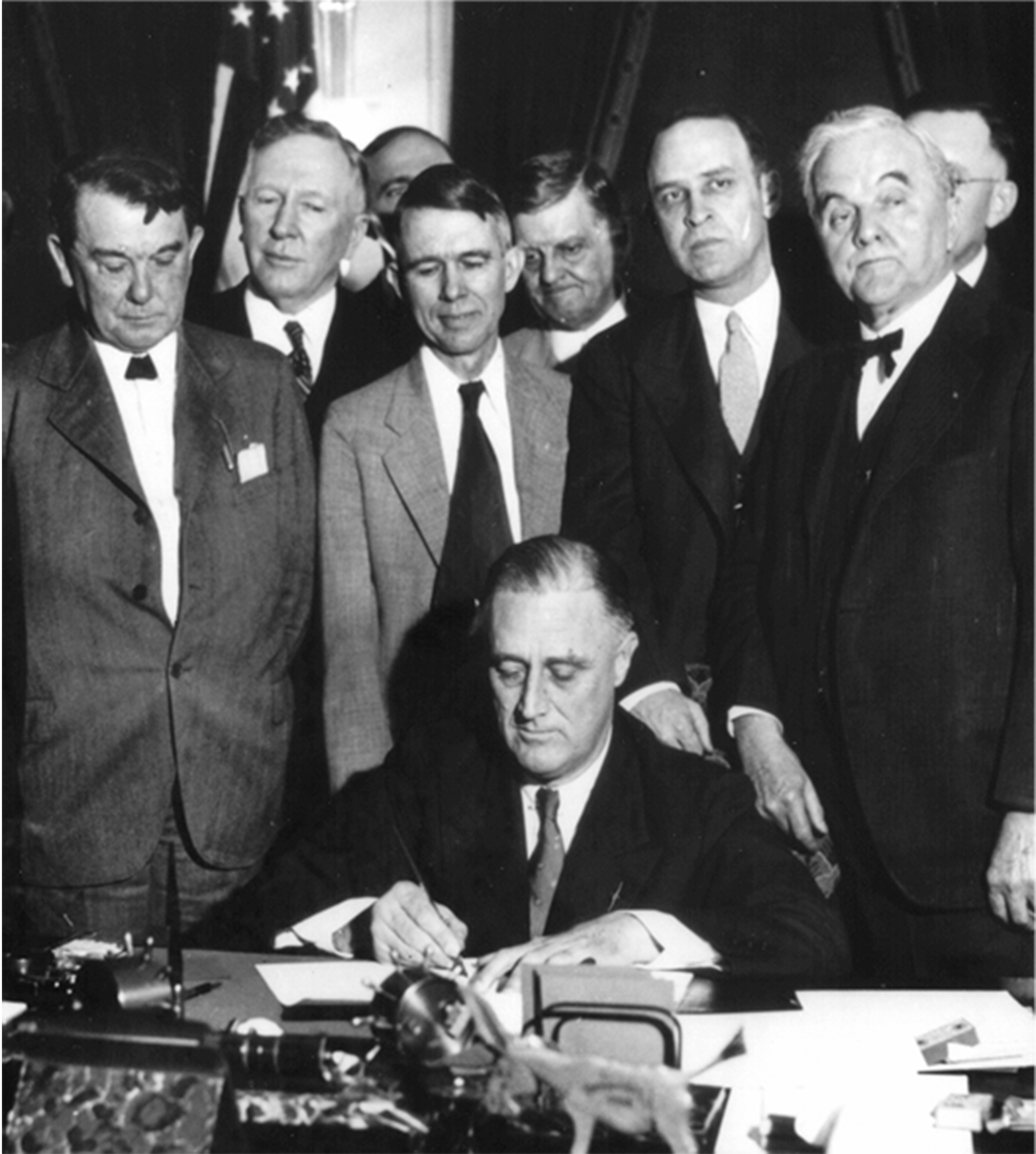
President Roosevelt tekent de wet voor de oprichting van de TVA

Gedurende de jaren 20 van de negentiende eeuw, tijdens de jaren van de Grote Depressie, begon het Amerikaanse publiek afkerig te worden van private energiebedrijven en kwam het idee van staatsnutsinstellingen in zwang, met name hydro-elektrische bedrijven als staatsinstellingen waren populair. Het idee van staatsopwekkingsbedrijven die doorverkochten aan commerciële distributiecentra was politiek gevoelig en controversieel.
Velen geloofden dat de private nutsbedrijven er geen eerlijke bedrijfsvoering op na hielden en door hun eigenaren, holdingbedrijven van gas, water en elektra, misbruikt werden ten koste van de consument. Door holdings te vormen, beheerste de private sector in 1921 94% van de markt. En ze werden niet gereguleerd, want bedrijven die in meerdere staten van de Verenigde Staten opereerden waren niet gebonden door concurrentieregels van individuele staten. Om deze reden werd in 1935 ook de Public Utility Holding Company Act (PUHCA) ingevoerd.
Daarentegen geloofden velen dat de overheid zich verre van de opwekking van elektriciteit moest houden omdat de overheid hydro-elektrische installaties uitbuitte.
In de jaren volgend op de Grote Depressie nam het Amerikaans Congres maatregelen om het lot van de getroffen boeren en werklozen te verlichten, onder meer de ontwikkeling en uitbating van elektriciteit in het bezit van de Federale overheid. Een van de vele plannen binnen dit streven was de TVA, een programma waarbinnen in 1933 de rivier de Tennessee gebruikt werd als krachtbron. Onder de regels van de TVA levert de Federale overheid elektriciteit aan staten, gewesten, gemeenten en non-profit coöperatieven. De TVA paste in het Federale streven om te voorzien in navigatie, waterhuishouding, strategisch materiaal voor landsverdediging, elektriciteit, bestrijding van werkloosheid en verbetering van leefomstandigheden in landelijke gebieden. De TVA was dus meer dan een energieleverancier.
Wat die rol als energieleverancier betrof, de TVA kreeg toestemming om langetermijnafspraken (20 jaar) aan te gaan met overheden en private instellingen aangaande de leverantie van stroom. De TVA mag ook kabels aanleggen in gebieden die nog niet voorzien zijn en regels opstellen voor de verkoop en levering van elektriciteit. De TVA is dus zowel verkoper als toezichthouder.

### Jaren 30
Zelfs de Grote Depressie in acht nemend was de Tennessee-vallei in 1933 een achtergebleven gebied. Het land was te lang en te intensief bewerkt, met bodemuitputting en -erosie tot gevolg. Opbrengsten van het land waren ingezakt en de boeren zagen hun inkomsten dalen. Het beste hout was al gekapt. De TVA ontwikkelde mesten, leerde boeren een hogere opbrengst uit hun land te halen, hielp bossen te herplanten, bosbranden te bedwingen en de natuur te verbeteren voor wild en vis. De meest dramatische verandering in het leven in de vallei kwam van de elektrische opbrengst van de dammen die in de rivier geplaatst werden. Door de opkomst van elektrisch licht en apparaten werd het leven voor boeren makkelijker en de boerderijen productiever. De elektriciteit trok ook nieuwe bedrijven naar de regio en met hen broodnodige banen. Het aan de man brengen van elektriciteit ging door het overtuigen van de vrouwen van de gemakken ervan en hen op hun mannen in te laten werken.

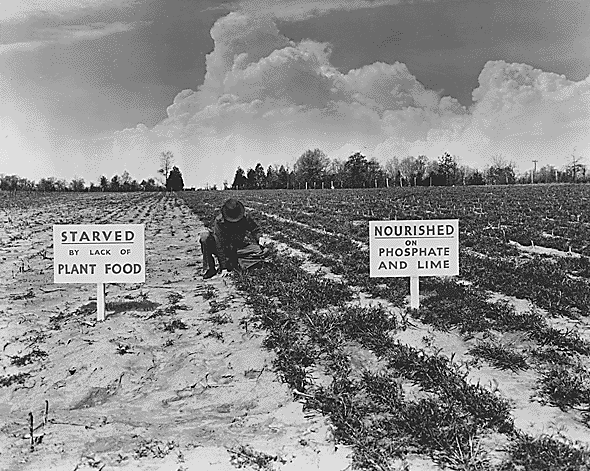
TVA proefveld met en zonder bemesting.

Het was echter niet makkelijk. Ambtenaren van de TVA moesten diepgeworteld wantrouwen in overheden in de Tennessee Valley overwinnen en revolutionaire methodes in zien te voeren in traditionele boerengemeenschappen. Ze deden dit door zich onder de bevolking te mengen en voorvechters te vinden. Een boer uit Tennessee was niet bereid om advies aan te nemen van een ambtenaar in een pak en een das. De TVA'ers moesten ook de leiders van de verschillende gemeenschappen vinden en overtuigen van het feit dat rotatie van gewassen en intensieve bemesting de methoden waren om de vruchtbaarheid van de grond te verbeteren. Zodra ze de leiders over de streep hadden, zou de rest volgen.

### 1940-1960

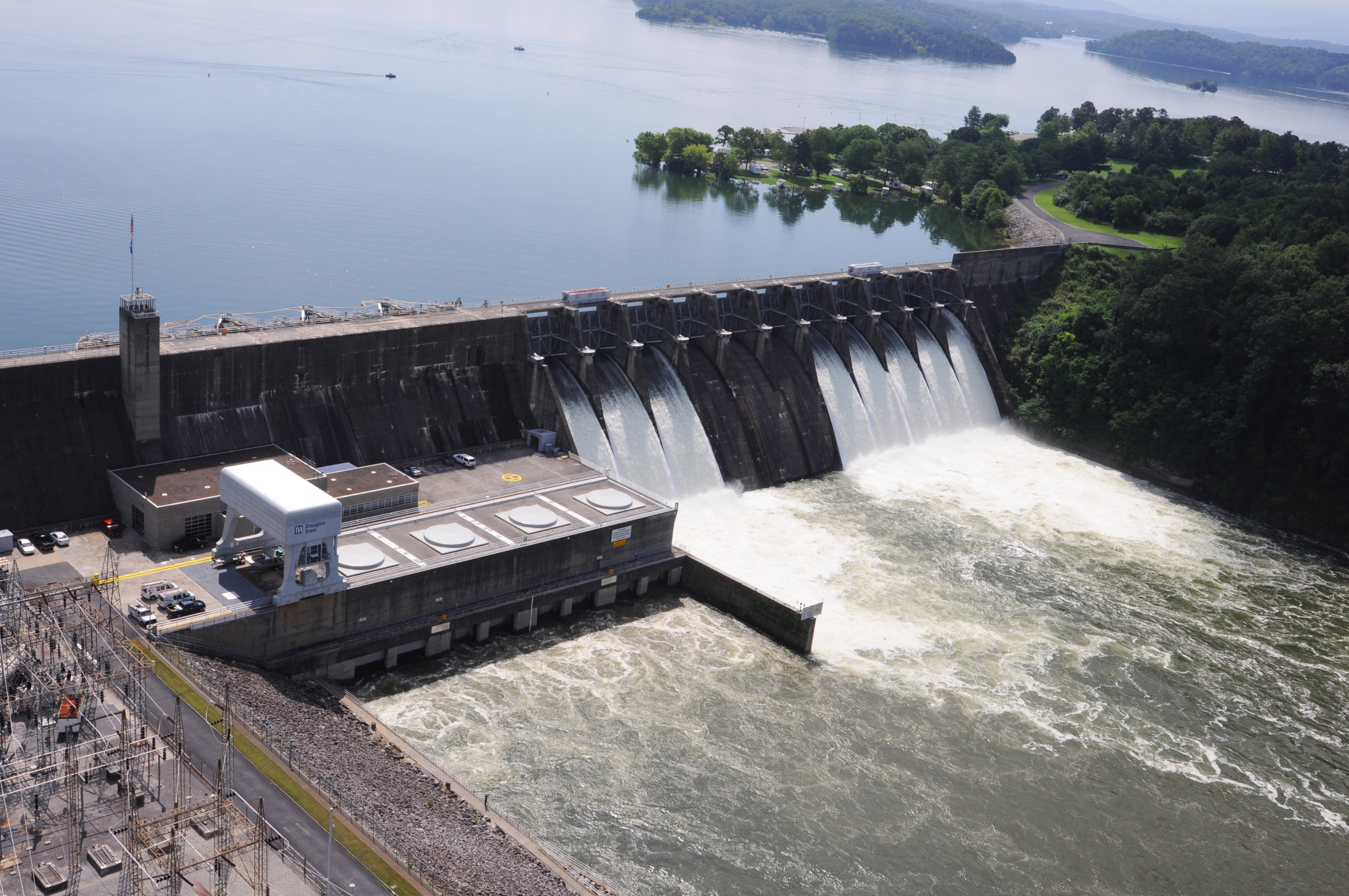
De Douglas Dam werd in een record bouwtijd in 1942 opgeleverd om elektriciteit te produceren voor de oorlogsindustrie

Gedurende de Tweede Wereldoorlog had het leger aluminium nodig voor bommen en vliegtuigen. Dus waren er aluminiumfabrieken nodig en die hadden elektriciteit nodig. Om in deze cruciale oorlogsnoodzaak te voorzien, begon de TVA aan een van de grootste hydro-elektrische bouwprojecten ooit in het land. Begin 1942, op de piek van deze inspanning, waren er gelijktijdig 12 waterkrachtcentrales en een stoomfabriek in aanbouw. En er waren 28.000 mensen aan het werk in ontwerp en aanleg.
Tegen het einde van de oorlog had de TVA een vaargeul van 1050 kilometer aangelegd langs de Tennessee en was ze de grootste stroomleverancier in de Verenigde Staten. Toch was de vraag naar elektriciteit groter dan de dammen van de TVA aankonden. Door politiek gekrakeel kreeg de TVA nooit de benodigde overheidsfinanciering om extra capaciteit aan te leggen in de vorm van kolen-opwekkingscentrales, dus werd toestemming gevraagd om obligaties uit te geven. Het Amerikaans Congres nam de daartoe benodigde wet aan in 1959 om de TVA van haar eigen middelen te voorzien en sindsdien dopt de TVA haar eigen boontjes.
De jaren zestig brachten de Tennessee-vallei een ongekende economische groei. Boerderijen en bossen lagen er beter bij dan ze in vele generaties gedaan hadden. Prijzen van elektriciteit waren de laagste van heel het land en bleven laag omdat de TVA steeds meer, grotere en efficiëntere opwekkingsfaciliteiten in bedrijf bracht. Met de verwachting dat de vraag naar elektriciteit toe zou blijven nemen, bouwde de TVA een aantal kernreactoren als bron van goedkope energie.

### Jaren 70 en 80

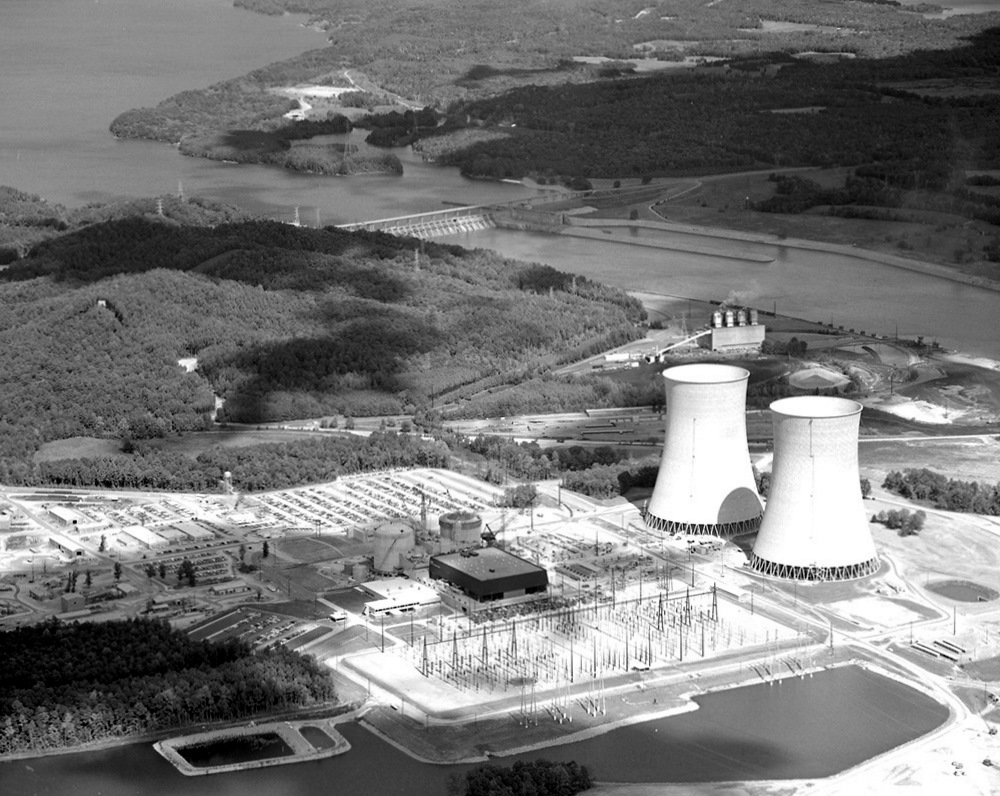
TVA's Watts Bar kernenergie-
centrale in aanbouw (1973-80)

Het olie-embargo van 1973 en enorm groeiende brandstofkosten later dat decennium brachten een enorme verandering in het economische leven van de Tennessee-vallei. Van begin 1970 tot begin 1980 nam de gemiddelde prijs van elektriciteit met een factor 5 toe. Door een lagere vraag naar elektriciteit en hogere bouwkosten, schrapte de TVA een aantal nieuwe kernreactoren net zoals andere nutsbedrijven door het hele land.

### De jaren 90
Naarmate de industrie richting herstructurering en deregulering ging, bereidde de TVA zich voor op concurrentie. De operationele kosten werden met ruim $800 miljoen per jaar teruggeschroefd en het personeelsbestand met 50% ingekrompen. De bouw van kernreactoren werd gestaakt, bij Watts Bar werd de bouw van een unit in 1988 gestaakt, al was het werk voor 80% gereed. Pas in 2007 viel het besluit de unit alsnog af te bouwen. Tot slot werd een plan ontwikkeld om de Tennessee-vallei tot 2020 van stroom te voorzien.